# Maria de las Mercedes de la Bourbon
María de las Mercedes de Borbón-Dos Sicilias y Orléans, född 23 december 1910 i Madrid, död 2 januari 2000 på Lanzarote på Kanarieöarna, var en spansk kunglighet.

## Biografi
María var dotter till Carlo av Bourbon-Bägge Sicilierna, greve av Caserta (1870–1949) i hans andra äktenskap med Louise av Bourbon-Orléans (1882–1958), som var dotter till Ludvig Filip, greve av Paris.
Prinsessan María gifte sig 1935 med den spanske tronpretendenten Juan av Bourbon, sedermera greve av Barcelona.

## Barn
1. Maria del Pilar (1936-2020), gift med Luiz Gomez-Acebo y de Duque de Estrada
2. Kung Juan Carlos I (född 1938)
3. Margarita (född 1939), gift med don Carlos Zurita y Delgado
4. Alfonso (1941–1956); vådaskjuten till döds – möjligen av sin äldre bror Juan Carlos under en lek med en pistol som visade sig vara laddad